# دهستان والانجرد
دهستان والانجرد یا والانکرد (در گویش محلی: والوکِرد) یکی از دهستانهای بخش مرکزی شهرستان بروجرد است. دهستان والانجرد در مرکز این شهرستان قرار گرفته و مشتمل بر شهر بروجرد و روستاهای حومه آن است. ساکنان این ناحیه با گویشی میان زبان لری سیلاخوری و لهجه بروجردی تکلم می‌کنند.

## جمعیت
بنابر سرشماری مرکز آمار ایران، جمعیت دهستان والانجرد (بدون احتساب شهر بروجرد) در سال ۱۳۸۵ برابر با ۷۶۱۱ نفر بوده‌است که از این میان ۳۹۲۱ نفر مرد و بقیه زن بوده‌اند. این دهستان ۱۸۸۴ خانوار دارد.